# Пруха, Ярослав
Ярослав Пруха (чеш. Jaroslav Průcha; 24 апреля 1898, Скврняни близ г. Пльзень Австро-Венгрия — 25 апреля 1963, Прага) — чехословацкий актёр, режиссёр, народный артист ЧССР (с 1953). Лауреат Государственной премии ЧССР (1951 и 1952 гг.)

## Биография

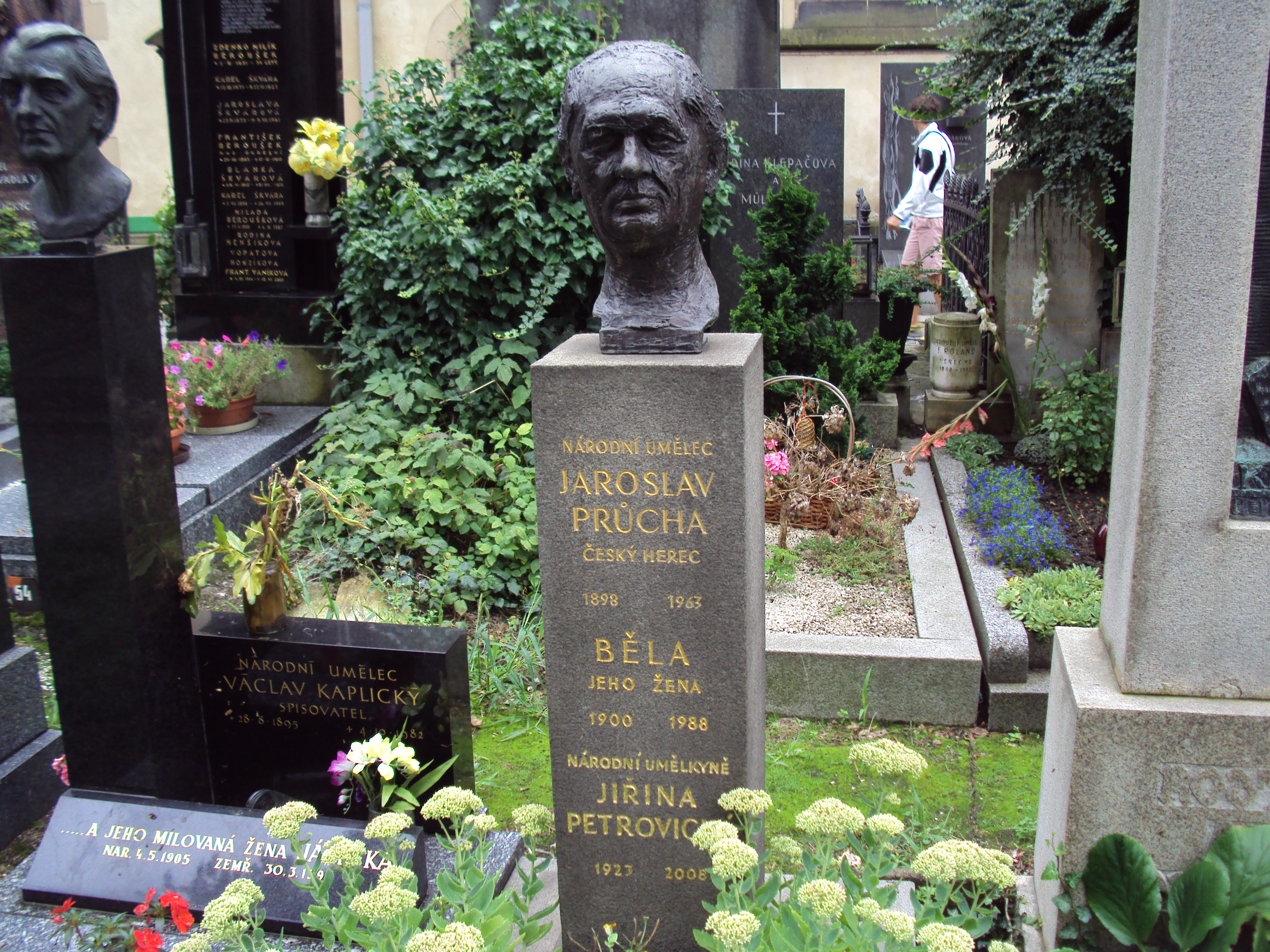
Бюст на могиле Я.Пруха

Трудовую деятельность начал слесарем на заводе «Skoda» в Пльзене. Выступал в любительских театральных кружках.
С 1924 по 1928 играл на сцене Городского театра в Кладно, позже в театрах Оломоуца и Брно, а в 1931—1963 — актёр столичного Национального театра в Праге.
В 1946 впервые на чехословацкой сцене создал образ Ленина в пьесе Н. Погодина «Кремлёвские куранты».

## Роли в театре
- Вершинин («Три сестры» Чехова),
- Левшин («Враги» М. Горького),
- Гален («Белая болезнь» Чапека),
- Ян Жижка («Ян Жижка» Ирасека;

## Режиссёрские работы
- постановки пьес «Иржиково видение», «Упрямая женщина» И. К. Тыла (за спектакль «Упрямая женщина» удостоен Государственной премии ЧССР, 1952).
- 1945 «Русские люди» К. Симонова,
- 1946 «Проделки Скапена» Мольера,
- 1947 «Золотой век» Иржи Мухи
- 1949 «Макар Дубрава» А. Корнейчука
- 1950 «Скупой» Мольера,
- 1955 «Они получают новые истребители» Антонина Запотоцкого и др.

## Избранная фильмография
Ярослав Пруха был также популярным киноактёром. Снимался с 1929 года. За период до 1963 снялся более чем в 50 фильмах.
- 1963 — Прекрасный поход/ Spanilá jizda — Микес
- 1962 — Tvrdohlavá zena a zamilovaný skolní mládenec (ТВ)
- 1961 — Мгновения героя (сериал)/ Hrdinové okamžiku
- 1958 — Гражданин Брих / Obcan Brych — Бартош
- 1957 — Волчья яма / Vlcí jáma — Доктор
- 1956 — Krejcovská povídka (короткометражный) — Гуска
- 1956 — Зарево над Кладно / Rudá záre nad Kladnem — Ванек
- 1955 — V ulici je starý krám
- 1955 — Псоглавцы / Psohlavci — Прибек
- 1952 — Наступление / Nástup — Деймек
- 1952 — Похищение / Únos — Советский делегат
- 1949 — Немая баррикада / Nemá barikáda — Хосек
- 1948 — Кракатит / Krakatit — Old Mail Carrier
- 1948 — O sevci Matousovi
- 1947 — Неделя в тихом доме / Týden v tichém dome — старый Бавор
- 1947 — Рассказы Чапека / Capkovy povidky — Заруба
- 1946 — V horách duní — Якуб Скива
- 1946 — Лавина / Lavina — Птацек, инспектор полиции
- 1945 — Черные охотники / Cerni myslivci
- 1945 — Розина-найденыш / Rozina sebranec
- 1944 — U peti veverek — Антонин Алоиз
- 1942 — Барбора Главсова / Barbora Hlavsová — Пруза
- 1942 — Velká prehrada — Бартак
- 1942 — Muzi nestárnou — профессор Ярский
- 1941 — Jan Cimbura — Фармер Кованда
- 1940 — Бабушка / Babička — Охотник из Рейсенбурга
- 1940 — Пациентка доктора Гегла / Pacientka Dr. Hegla — фармацевт Янота
- 1939 — Заколдованный дом / Kouzelný dum — Доктор
- 1939 — Мужчина с незнакомкой / Muz z neznáma — Доктор Вайт
- 1939 — Путь в глубины студенческой души / Cesta do hlubin studákovy duse — Рабиска, преподаватель психологии
- 1939 — Юмореска / Humoreska — Йозеф Хубка
- 1939 — Философская история / Filosofská historie — профессор
- 1938 — Karel Hynek Mácha — врач
- 1938 — Její lékar
- 1938 — Школа—основа жизни / Skola základ zivota — Индржих Бенетка
- 1938 — Cestou krízovou — рядовой Станек
- 1937 — Láska a lidé
- 1937 — Белая болезнь — доктор Мартин
- 1937 — Обходчик № 47 / Hlidac c.47 — Франтишек Доуса
- 1937 — Девственность / Panenství — Рудольф Рес
- 1937 — Батальон / Batalión — Вацлав Шульц
- 1937 — Мир принадлежит нам / Svet patrí nám — Антонин Харт, технический директор
- 1937 — Vzdusné torpédo 48 — коммисионер
- 1936 — Улочка в рай / Ulicka v ráji
- 1934 — Гей, руп! / Hej-Rup! — Конферансье
- 1934 — Za ranních cervánku — граф Евгений
- 1932 — Деньги или жизнь / Penize nebo zivot — детектив
- 1931 — Бравый солдат Швейк / Dobrý voják Svejk — Фул

В 1963 Союз деятелей театра, кино и телевидения ЧССР установил премию им. Ярослава Прухи.
Похоронен на Вышеградском кладбище в Праге.